# GTP
Протокол GTP (англ. GPRS Tunneling Protocol) — це група комунікаційних протоколів на базі IP, які використовують для перенесення General Packet Radio Service (GPRS) в мережах GSM, UMTS та LTE. GTP описує і здійснює передачу даних між вузлами GSN у пакетній мережі.
GTP використовують як для інтерфейсу Gn (між GPRS Support Nodes (GGSN) та Serving GPRS Support Nodes (SGSN)), так і для інтерфейсу Gp (тобто інтерфейсу між GSN в різних PLMN (англ. public land mobile network), наприклад між домашнім GGSN'ом і гостьовим SGSN'ом).

## Огляд
GTP дозволяє використовувати туннелювання для передачі між вузлами GSN пакетів різних протоколів. З точки зору сигналізації GTP визначає механізми контролю і управління, дозволяючи SGSN'у забезпечувати для MS доступ в мережу GPRS. Сигналізація служить для створення, модифікації і деактивації тунелів, з точки зору передачі — GTP використовує механізм туннелювання для того, щоб передавати призначені для користувача пакети даних, але щоб не «змішувати» призначені для користувача дані і службову інформацію було прийнято рішення розмежувати ці потоки даних по різних протоколах, оскільки це рішення дозволяє економити ресурси мережі. На підставі цієї концепції і були введені різні види GTP протоколів, що дозволяють забезпечувати передачу даних лише певних типів.
Існує три основні різновиди GTP протоколу
- GTP-U (User Plane) — використовується для транспортування призначених для користувача даних між пакетною мережею і радіомережею, причому ці дані можуть бути «упаковані» в будь-якій з Ipv4, Ipv6 або PPP форматів.
- GTP-C (Control Plane) — використовується в сигнальній плоскості «спілкування» абонента і мережі оператора, наприклад при активуванні PDP Context'а, SGSN передасть запит на активацію контексту до Ggsn'у якраз за допомогою GTP-C протоколу.
- GTP` (Charging) — — використовує ту ж структуру повідомлень, що і попередні протоколи, але призначений в основному для транспортування білінгових даних від Charging Data Function (CDF) частин GSM або UMTS мереж до Charging Gateway Function (CGF) білінговим елементам.

Протокол GTP підтримується лише вузлами обслуговування SGSN (Serving GPRS Support Node) і шлюзами GGSN (GPRS Gateway Support Node). Інші системи не зобов'язані знати що-небудь про роботу цього протоколу. При підключенні GPRS MS до вузлів обслуговування SGSN робота з протоколом GTP не потрібна. Передбачається, що при роботі мережі встановлюватимуться множинні з'єднання з вузлами SGSN і GGSN. Один вузол обслуговування SGSN може забезпечувати сервіс для безлічі шлюзів GGSN. Один шлюз GGSN може мати зв'язок з багатьма вузлами обслуговування SGSN для розподілу графіка між безліччю територіально розподілених мобільних станцій.

Заголовок пакету GTP використовується для всіх типів повідомлень GTP і має фіксовану довжину 16 октетів. 

```
      Біти             Октет
8 7 6 5 4 3 2 1
Версія| Зарезервовано| LFN |    |
Інформаційні елементи|	   |   1|
     Довжина         |     |   2|
 Порядковий номер    |     |   3|
  Мітка потока       |     |   4|
 Номер пакета LLC    |     |   5|
х | х| х| х| х| х| х |  FN |   6|
     Резервовано     |     |    |
          TI         |     |    |
```

Таблиця 4 Структура заголовка BSSGP
ВерсіяВстановлюється в 0, показуючи першу версію протоколу GTP.
ЗарезервованоБіти, зарезервовані для майбутнього використання, мають значення 1.
LFN
Цей прапор показує, чи включений в повідомлення номер кадру LLC. Для сигнальних повідомлень LFN=0.
Тип повідомлення
Вказує тип повідомлення GTP- Для сигнальних повідомлень це черені має значення, унікальне для кожного використовуваного типа повідомлень.
ДовжинаМістить довжину gtp-повідомлення (G-POU) в октетах. Для сигнальних повідомлень це поле включає розмір сигнального повідомлення і заголовка GTP.
Порядковий номерІдентифікатор транзакції для сигнальних повідомлень або порядковий номер для повідомлень T-PDU, що тунелюють.
Мітка потокуІдентифікує gtp-потік. У сигнальних повідомленнях Path Management і Location Management мітка потоку не використовується і дане поле має значення 0.
Номер пакету LLCВикористовується для координації передачі даних на канальному (link layer) рівні між MS і SGSN в процедурах оновлення маршрутної інформації усередині SGSN. Для сигнальних повідомлень це поле не використовується (відправник встановлює значення 255, а одержувач ігнорує це поле).
TIDІдентифікатор тунелю, що вказує контекст ММ і PDP в приймаючому вузлі GSN. У сигнальних повідомленнях це поле має значення 0 для всіх повідомлень V Management, Lacation Management і Mobility Managemetn. Поле TID використовує наступний формат:
```
       Біти             Октет
8 7 6 5 4 3 2 1
2-га цифра MCC    |1-ша цифра МСС  |1|
1-ша цифра MNC    |3-тя цифра МСС  |2|
1-ша цифра MSIN   |2-га цифра MNC  |3|
3-тя цифра MSIN   |2-га цифра MSIN |4|
5-та цифра MSIN   |4-та цифра MSIN |5|
7-ма цифра MSIN   |6-та цифра MSIN |6|
9-та цифра MSIN   |8-ма цифра MSIN |7|
NSAPI             |10-та цифра MSIN|8|
```

Таблиця 5 Структура TID
Цифри MCC, MNC, MSINФрагменти IMSI (визначені в GMS 04.08)
NSAPIІдентифікатор точки доступу до мережевого сервісу.